# Śūraṃgama sūtra

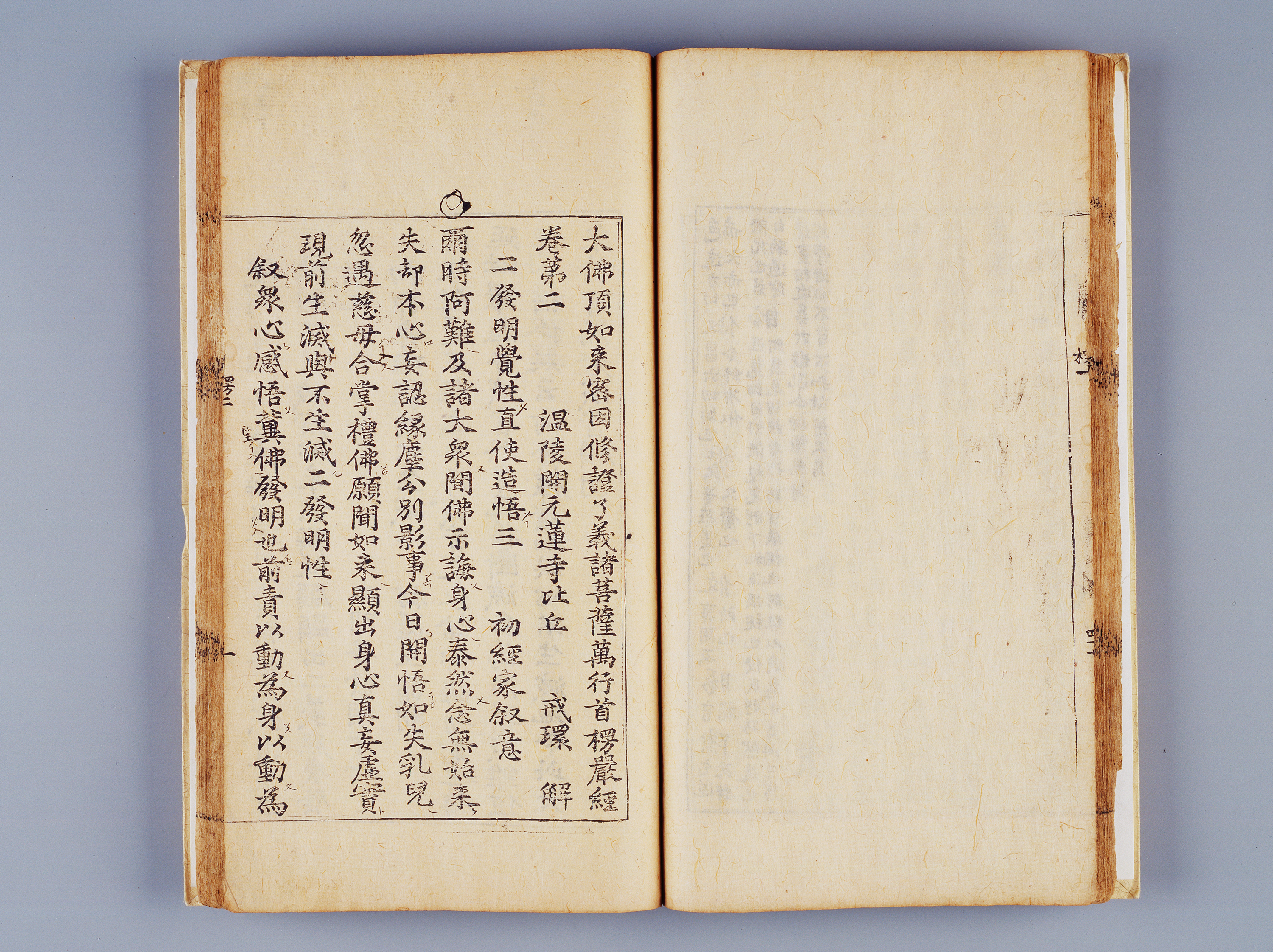
Śūraṅgama Sūtra

El Śūraṅgama Sūtra (sánscrito: शूरङम सूत्र, chino tradicional: 大 佛頂 首首) es un sutra budista de la tradición mahayana que ha sido especialmente influyente en el budismo chan. La perspectiva doctrinaria general expuesta en el Śūraṅgama Sūtra es la del budismo esotérico y la naturaleza búdica, con cierta influencia de Yogachara. 
El sutra fue traducido al tibetano entre finales del siglo VIII y principios del siglo IX, y existen traducciones completas en tibetano, mongol y manchú. La traducción de este sutra ha generado ciertas interrogantes, ya que ésta no fue auspiciada por el Tribunal Imperial de China y, debido a eso, los registros respecto de su traducción a principios del siglo VIII no fueron conservados. A pesar de ello, sin embargo, nunca ha sido considerado como texto apócrifo en ninguna versión chica de Tripitakas, incluido el Taisho Tripitaka, en el que aparece ubicado en la categoría de los sutras esotéricos (密 教). El consenso actual es que el texto es una compilación de materiales de origen indio con una extensa difusión en China, en lugar de una traducción de un solo texto del sánscrito. Recientemente (antes de 2010), se descubrió en un templo en China una versión sánscrita manuscrita en hoja de palma que consta de 226 hojas con 6 hojas faltantes.